# Período Kamakura

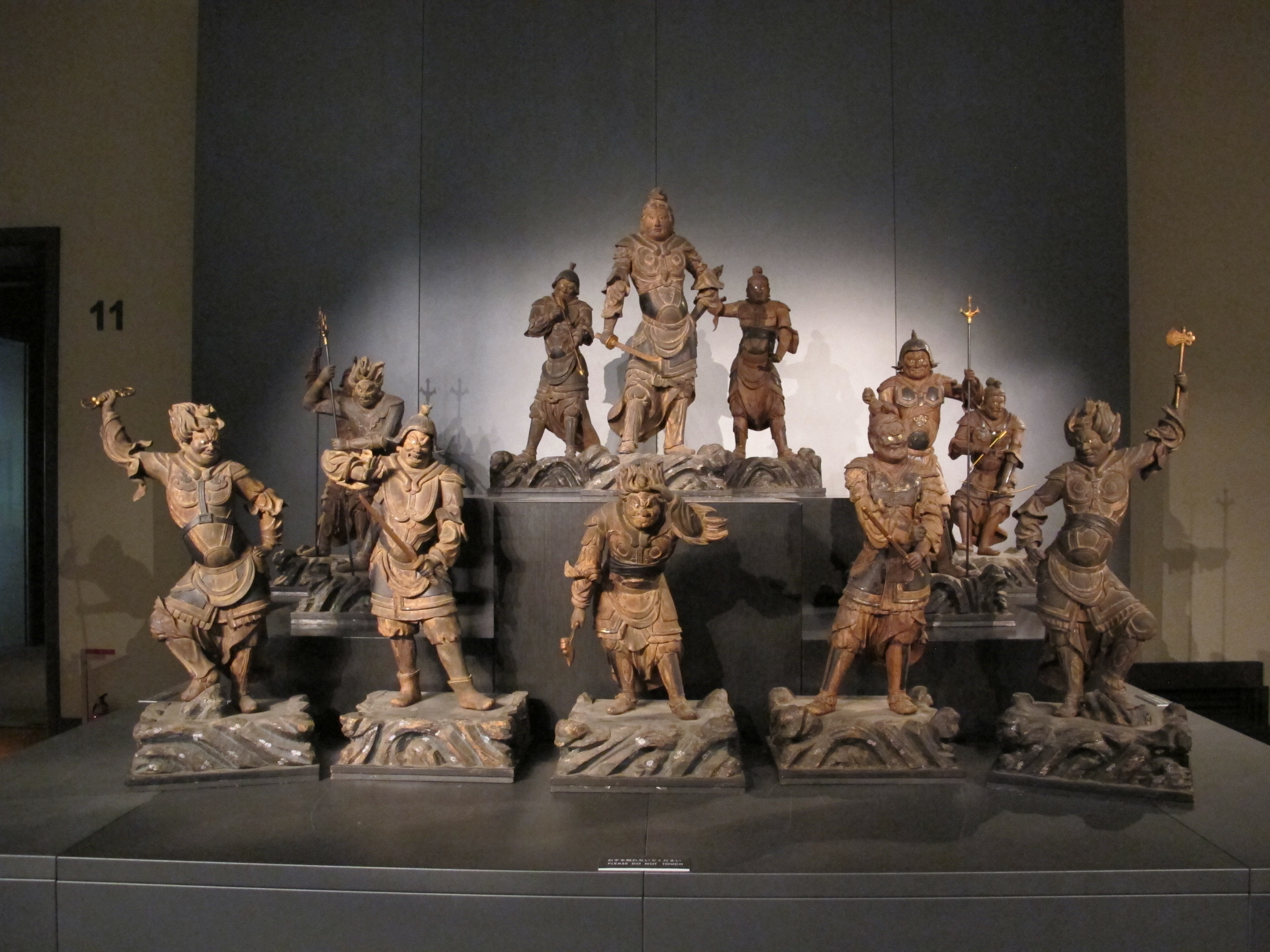
Ejemplo de escultura del periodo kamakura
Doce generales celestes.Siglos XII-XIII

El período Kamakura (1185–1392) fue una época de la historia japonesa caracterizada por ser la primera era de gobierno militar en el país.
El shogunato Kamakura fue establecido por Minamoto Yoritomo después de su victoria en 1185 sobre una familia guerrera rival, los Taira; estando su centro operativo en Kamakura. Para sostener su autoridad, Yoritomo asignó jitōs (representantes) a todos los estados (shōen) en el territorio para recaudar impuestos y shugos (protectores) adscritos a una o más provincias para asesorarlo en tiempos de guerra.
El sistema fue mejorado por el clan Hōjō, el cual tomó el control del shogunato a la muerte de Yoritomo. La creación del shogunato Kamakura señala el principio de la Edad Media o feudal de Japón, caracterizada por una ética guerrera de obligación, lealtad y estoicismo. 
Muchos elementos de la cultura japonesa que los occidentales asocian con el país como el budismo Zen, los samurái (guerreros), el seppuku (destripamiento ritual) y la ceremonia del té, datan de esta era.
Las sectas budistas Jōdo Shinshū y Nichiren, que enfatizan la salvación a través la fe autónoma, dieron consuelo a las masas, mientras que los cuentos de gesta les brindaron entretenimiento.
Del periodo de Kamakura surgieron grandes trabajos, se independizaron más y ya no dependían tanto de China.